# Антон Калоянов
Антон Димов Калоянов (на немски: Anton Kalojanoff) е български химик органик, доктор на химическите науки. През 1960 г., заедно с германския химик Мартин Щрел, синтезира хлорофил а.

## Биография
Роден е на 2 юли 1918 г. във Варна. През 1944 г. завършва химия във Висшето техническо училище в Мюнхен. Ученик е на Ханс Ойген Фишер.
През 1949 г. защитава докторска дисертация на тема „Върху полиметиновите багрила от групата на фурана, бензола и пирола“ на немски език. След това преподава в Института по органична химия при Техническия университет в Мюнхен.
От 1954 г. работи върху синтеза на полиметинови багрила, а от 1958 г. – върху химическите реакции на порфирините. През 1960 г., заедно с Мартин Щрел (1912–1999), синтезира в лабораторни условия хлорофил а.
През 1978 г. учредява фондацията „Доктор Антон Калоянов“ (Dr. Anton-Kalojanoff-Stiftung), която подпомага специализацията на млади български химици във Федерална република Германия. През годините над 30 български учени в областта на химическите науки и материалознанието са били стипендианти на фондацията за да провеждат изследвания в Германия.
Умира на 17 ноември 1981 г. в Щарнберг.